# Aritco
Mall:Företag
Aritco är en svensk tillverkare av plattformshissar och villahissar, känd för sin skandinaviska design, kvalitet och innovativa tillgänglighetslösningar. Sedan starten 1995 har företaget installerat över 40 000 hissar i mer än 40 länder.

## Historia
Aritco grundades 1995 av fyra ingenjörer i ett vardagsrum i Kungsängen utanför Stockholm. Missnöjda med de hisslösningar som fanns på marknaden byggde de sin första hiss för hand för att skapa en smartare, enklare och mer kostnadseffektiv lösning.
Företaget växte snabbt och flyttade genom åren till flera olika lokaler innan det etablerade sig i en modern anläggning på 16 000 kvm i Veddesta, Järfälla, nära Stockholm.
Viktiga milstolpar:
- 2000 – lansering av Aritco 4000, den första villahissen
- 2005 – lansering av Aritco 6000, en större villahiss för tillgänglighetsanpassning
- 2013 – lansering av Aritco 9000, en kabinhiss för publika miljöer
- 2016 – lansering av Aritco HomeLift (villahiss designad av Alexander Lervik)
- 2016 – företaget förvärvas av Investment AB Latour.[2]
- 2018 – flytt till nuvarande anläggning i Veddesta, Järfälla
- 2020–2024 – lansering av HomeLift Access och PublicLift Access, utveckling av SmartLift-appen, Aritco HomeLift Compact samt utökade garantier och anpassningsmöjligheter.[2]

## Produkter
Aritcos sortiment omfattar:
- Villahissar: Aritco HomeLift, Aritco HomeLift Access och Aritco HomeLift Compact
- Publika hissar: Aritco PublicLift Access, Aritco PublicLift Cabin och Aritco 9000

Hissarna är av modellen plattformshiss och bygger på skruv-och-mutter-teknik.
Företaget utvecklar även SmartLift-ekosystemet, en mobilapp för fjärrstyrning, säkerhetslås, belysning och programuppdateringar.

## Koncernstruktur
Aritco ingår i Innovalift, ett affärsområde inom Investment AB Latour. Koncernen omfattar flera varumärken inom hissar och komponenter, med cirka 1 218 anställda och en omsättning på omkring 3,3 miljarder kronor år 2024.

## Hållbarhet och utmärkelser
Aritco publicerade sin första hållbarhetsrapport 2024.  Som en del av Innovalift är företaget på väg mot nettonollutsläpp och har åtagit sig att följa Science Based Targets initiative (SBTi) sedan januari 2025.
Aritco har fått erkännande genom branschutmärkelser och stark finansiell rating, inklusive AAA-kreditbetyg och utmärkelsen Gasellföretag i Sverige.
Integrering i prisbelönade arkitekturprojekt, bland annat Claywood House, som utsågs till House of the Year (2022) och nominerades till RIBA-priser (2023).

## Betydelse
Aritcos hissar används i många olika sammanhang:
- För att återge självständighet till personer med nedsatt rörlighet.
- För att förbättra tillgängligheten i skolor.
- Förbättrad tillgänglighet i offentliga och kommersiella miljöer.
- Förbättrad rörlighet för alla medlemmar i flergenerationshushåll.
- Ökad komfort i flervåningshus, vilket underlättar rörlighet för både människor och varor.